# Wenzel Karl Ernst
Wenzel Karl Ernst (* 26. März 1830 in Röhrsdorf; † 6. August 1910 in Wien) war ein österreichischer Heimatdichter und Lyriker. Er war ein Deutschböhme und erlangte Berühmtheit durch die deutschen Texte der slowakischen Hymne Nad Tatrou sa blýska und der tschechoslowakischen bzw. tschechischen Hymne Kde domov můj, welche noch heute im Gebrauch sind.

## Leben und Werk
Wenzel Karl Ernst stammte aus dem sog. Niederland Böhmens. Sein Vater war ein Drahtweber und Siebwarenhändler. Nachdem er das Gymnasium in Leitmeritz beendet hatte, studierte er an der Universität Prag Geschichte, Philosophie und Philologie. Wenzel Karl Ernst war Mitglied in der Burschenschaft Markomannia. Diese stand gemeinsam mit der tschechischen Burschenschaft cesko-moravske bratrstvo im engen Kontakt mit dem russischen Revolutionär und Anarchist Michail Alexandrowitsch Bakunin. Ernst nahm an dem Prager Pfingstaufstand von 1848 teil und wurde in der Folge zu 15 Jahren Haft verurteilt. Das Strafmaß für den damals Achtzehnjährigen war außergewöhnlich hart, andere Teilnehmer an dem Aufstand wie Karel Havlíček Borovský waren nur wenige Tage in Haft. Johann Rittig gelang die Flucht ins Ausland.
Ernst verbrachte seine Haft anfangs in der Prager Burg. Danach war er der in Festung Josefstadt und der Burg Palanok eingekerkert. In der Burg Palanok war sein Zellennachbar Bakunin. Während der Haftzeit erlernte Ernst die tschechische Sprache von seinen Mithäftlingen und organisierte einen Schulbetrieb für die örtlichen Offiziers- und Bauernkinder. 1853 wurde Ernst in Folge der Verlobung von Franz Joseph I. mit Elisabeth von Österreich-Ungarn begnadigt. Ab 1854 führte er sein Studium in Prag fort. Die polizeiliche Überwachung wurde jedoch bis 1860 fortgeführt, so dass er nicht als Lehrer angestellt werden konnte. Um zu überleben, arbeite er für verschiedene Zeitungen und Zeitschriften.
Erst ab 1860 konnte er als Lehrer in Böhmisch-Leipa und in Wien tätig werden. In Wien führte er einen Übersetzerkreis an, der sich der Übersetzung tschechischer und slowakischer Werke verschrieben hatte. Zu diesem Kreis gehörten u. a. Otilie Malybrok Stieler. Ernst beschäftigte sich tiefgehend mit sprachwissenschaftlichen Fragen und veröffentlichte hierzu das Buch Böhmische Stamm- und Wurzelwörterpflicht in Sprachvergleichung. Über seine Zeit in Haft veröffentlichte er das Buch „Gefängniserlebnisse von Prager Studenten“. Weiter veröffentlichte er Gedichtbände in Mundart, Erzählungen, historische Romane und Lyrik. Mit dem Komponisten Franz Ludwig Marschner arbeitete Ernst mehrfach zusammen und schrieb die Texte für mehrere Stücke. Wenzel Karl Ernst wurde auf dem Wiener Zentralfriedhof beerdigt.

## Werke (Auswahl)
- „Gefängniserlebnisse von Prager Studenten“
- „Lose Blätter“ (1905)
- „Bunte Blätter“ (1906)
- „Gedichte“ (erschienen 1930)
- „Junges Leben und Streben“ (1900)
- „Aus vergangenen Jahrhunderten“ (1911)
- „Heitere Erzählungen“ (erschienen 1930)

## Texte für Chormusik für den Komponisten Franz Ludwig Marschner
- Lebensfahrt (1907)
- Die sterbende Nachtigal (1907)

## Deutsche Übersetzung von Kde domov můj („Wo ist meine Heimat?“)
Das tschechische Ministerium für Schulwesen wählte die Übersetzung von Ernst aus. Sie konnte sich gegen weitere Übersetzungen, wie etwa der von Josef Wenzig, durchsetzen.
| deutsche wörtliche Übersetzung | offizielle deutsche Version von 1918 bis 1938 |
| Wo ist meine Heimat? Wo ist meine Heimat? Das Wasser braust auf den Wiesen, Wälder rauschen auf den Felsen, Im Garten strahlt des Frühlings Blüte, es ist das irdische Paradies für’s Auge! Und das ist das schöne Land, Böhmerland, meine Heimat! | Wo ist mein Heim? Mein Vaterland? Wo durch Wiesen Bäche brausen, Wo auf Felsen Wälder sausen, Wo ein Eden uns entzückt, Wenn der Lenz die Fluren schmückt: Dieses Land, so schön vor allen, Böhmen ist mein Heimatland. |

## Deutsche Übersetzung von Nad Tatrou sa blýska ("Ob der Tatra blitzt es")
Schon steht die Slowakei auf,

reißt sich die Fesseln nieder.

Hey, liebe Familie

die Stunde hat geschlagen,

es lebe Mutter Sláva!

Noch wachsen Tannen

am Hang von Kriváň

Wer als Slowake fühlt,

der soll einen Säbel greifen

und zwischen uns stehen.